# Grzegorz Lipiec (polityk)
Grzegorz Cezary Lipiec (ur. 26 listopada 1971 w Krakowie) – polski polityk, politolog i urzędnik państwowy, członek zarządu województwa małopolskiego (2015–2018), poseł na Sejm VIII kadencji (2018–2019).

## Życiorys
Uczęszczał do II Liceum Ogólnokształcącego im. Jana III Sobieskiego w Krakowie. Od 1987 członek Federacji Młodzieży Walczącej, od 1989 w NZS. Brał udział m.in. w okupacji gmachu komitetu wojewódzkiego PZPR w styczniu 1990. Ukończył w 1994 studia z zakresu politologii na Uniwersytecie Jagiellońskim, od 1989 należał do Niezależnego Zrzeszenia Studentów.
Pracował jako nauczyciel akademicki na Politechnice Śląskiej, a także jako koordynator projektów Fundacji „Międzynarodowe Centrum Rozwoju Demokracji”, Instytutu Spraw Publicznych i Instytutu Studiów Strategicznych. Później został dyrektorem oddziału regionalnego Wojskowej Agencji Mieszkaniowej w Krakowie. Członek Stowarzyszenia Federacji Młodzieży Walczącej oraz Bractwa Kurkowego w Krakowie.
Na początku lat 90. krótko działał w Unii Demokratycznej. W 2001 zaangażował się w działalność polityczną w ramach Platformy Obywatelskiej. W wyborach samorządowych w 2010, 2014 i 2018 uzyskiwał z jej ramienia mandat radnego Sejmiku Województwa Małopolskiego IV, V i VI kadencji. Pełnił m.in. funkcję wiceprzewodniczącego tego gremium.
Był sekretarzem zarządu regionalnego PO, a w latach 2013–2017 przewodniczącym Platformy Obywatelskiej w województwie małopolskim, wchodząc z urzędu w skład zarządu krajowego tej partii. W wyborach parlamentarnych w 2015 bez powodzenia kandydował do Sejmu w okręgu krakowskim. 9 listopada 2015 został wybrany na członka zarządu województwa małopolskiego V kadencji. Zakończył pełnienie tej funkcji w listopadzie 2018. Uzyskał jednocześnie możliwość objęcia mandatu poselskiego w miejsce odchodzącego do Parlamentu Europejskiego Bogusława Sonika, na co wyraził zgodę. W wyborach w 2019 nie uzyskał poselskiej reelekcji. W 2024 został wybrany na radnego sejmiku VII kadencji.

## Wyniki wyborcze
| Wybory | Komitet wyborczy                              | Komitet wyborczy      | Organ                                        | Okręg          | Wynik          |
| ------ | --------------------------------------------- | --------------------- | -------------------------------------------- | -------------- | -------------- |
| 2010   |                                               | Platforma Obywatelska | Sejmik Województwa Małopolskiego IV kadencji | nr 3           | 11 539 (4,77%) |
| 2014   | Sejmik Województwa Małopolskiego V kadencji   | Platforma Obywatelska | 13 702 (6,07%)                               | nr 3           |                |
| 2015   | Sejm VIII kadencji                            | Platforma Obywatelska | nr 13                                        | 4460 (0,82%)   |                |
| 2018   |                                               | Koalicja Obywatelska  | Sejmik Województwa Małopolskiego VI kadencji | nr 3           | 40 947 (0,82%) |
| 2019   | Sejm IX kadencji                              | Koalicja Obywatelska  | nr 13                                        | 9539 (1,47%)   |                |
| 2024   | Sejmik Województwa Małopolskiego VII kadencji | Koalicja Obywatelska  | nr 3                                         | 18 926 (6,42%) |                |

## Życie prywatne
Syn Eugenii oraz Józefa. Zawarł związek małżeński z Katarzyną Matusik-Lipiec; małżonkowie rozstali się.